# Pierre Alphonse Laurent
Pierre Alphonse Laurent (Paris, 18 de julho de 1813 – Paris, 2 de setembro de 1854) foi um matemático francês.
Laurent atuou como engenheiro do exército francês na expansão do porto de Le Havre. Seu único trabalho matemático conhecido foi publicado somente depois de sua morte, embora Augustin-Louis Cauchy já em 1843 tenha noticiado seu conteúdo na Academia Francesa. O assunto deste trabalho foram investigações sobre convergência de séries de funções, denominadas em memória de Laurent como série de Laurent. 